# Liste des nations autochtones canadiennes
 (octobre 2019).
Si vous disposez d'ouvrages ou d'articles de référence ou si vous connaissez des sites web de qualité traitant du thème abordé ici, merci de compléter l'article en donnant les références utiles à sa vérifiabilité et en les liant à la section « Notes et références ».
La liste des nations autochtones canadiennes vise à répertorier l'ensemble des groupes ethniques autochtones du Canada, qu'ils fassent partie des Premières nations, des Inuits, ou des Métis, soit les trois grands groupes de peuples autochtones reconnus par le gouvernement canadien et qu'elles soient reconnues ou non par le gouvernement. Elles sont classées par groupe linguistique.

## Inuits

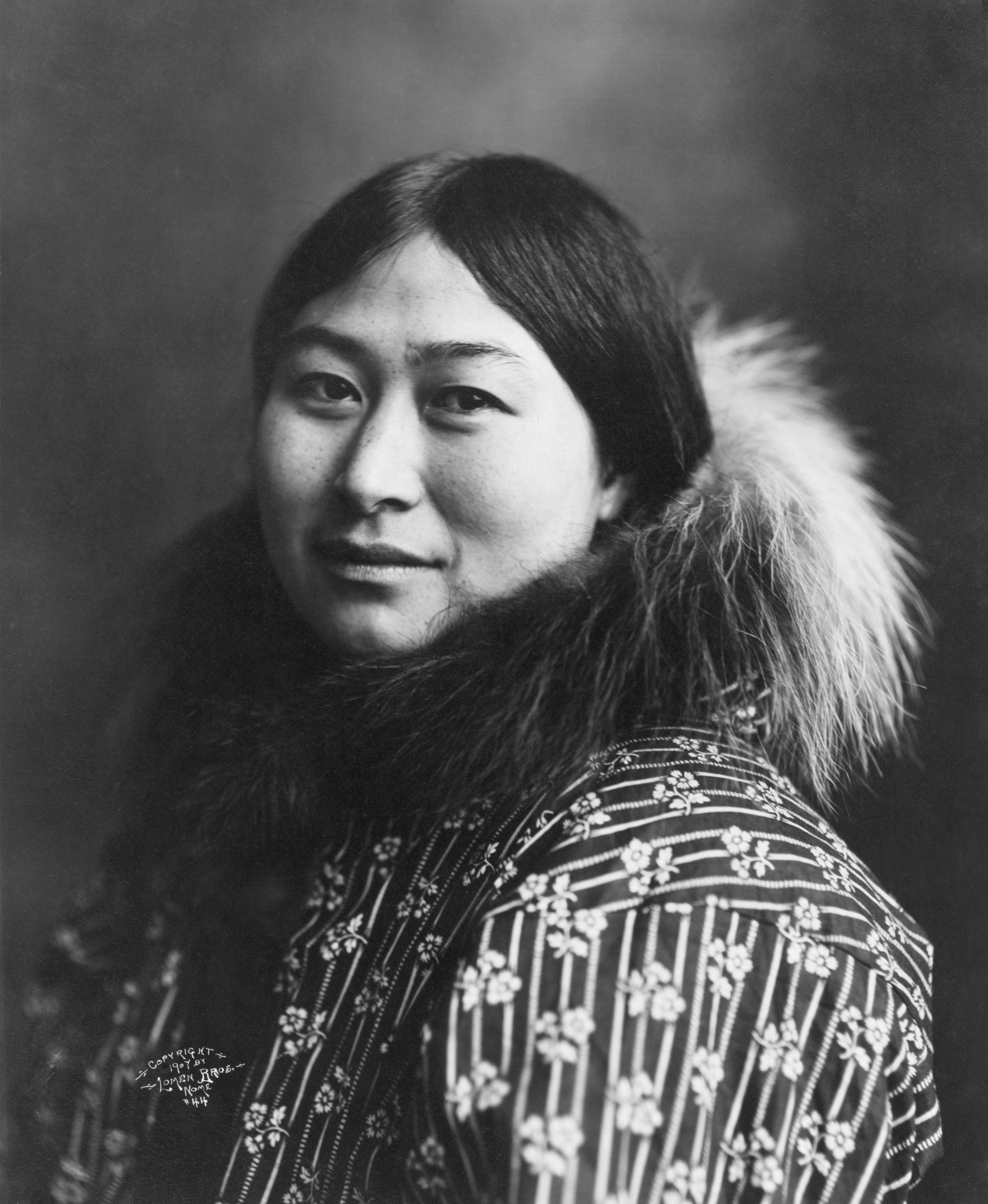
Femme inuite en 1907.

### Inuits
- Inuits
  - Inuits de Baffin
  - Inuits de Mackenzie
  - Inuits de Netsilik
  - Inuits d'Iglulik
  - Inuits du Caribou
  - Inuits du Cuivre
  - Inuits du Labrador
  - Inuits d'Ungava
  - Inuvialuits

## Métis

### Métis
- Métis
  - Métis de l'Ouest
  - Métis de l'Est (Non-reconnu par le gouvernement canadien parce que basé sur le pourcentage d'ethnicité d'une personne)

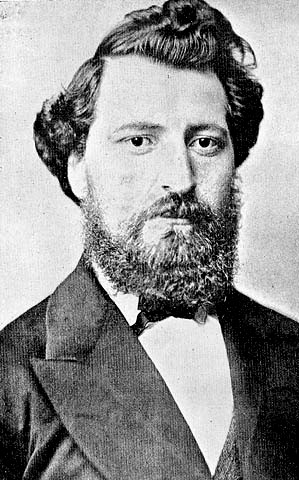
Louis Riel, célèbre métis qui lancera une rébellion ouverte contre le gouvernement canadien entre 1869 et 1870, puis en 1885 avant sa pendaison la même année.

## Premières nations

### Algonquiens

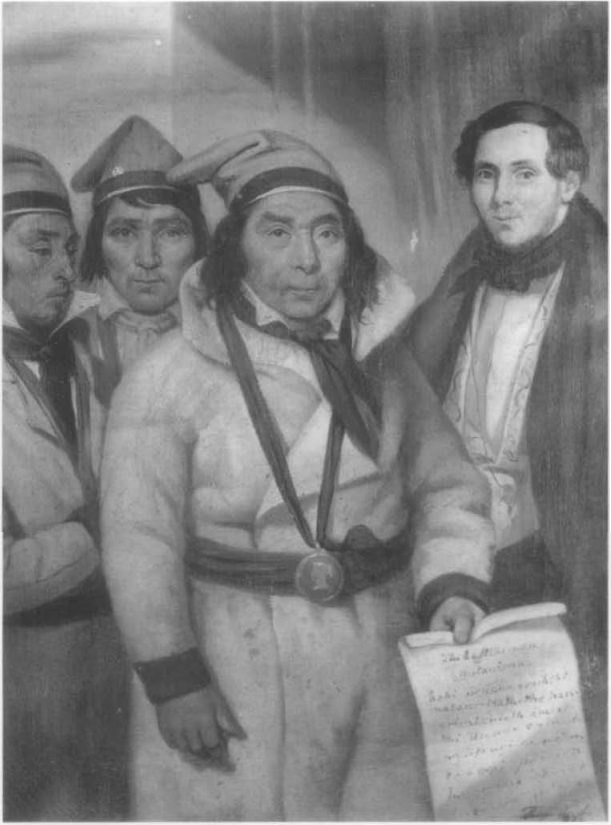
Chefs innus rencontrant Peter McLeod en 1848.

- Abénakis
- Anishinaabes
  - Algonquins
  - Ojibwés
- Atikamekws
- Cris
  - Cris
  - Cris des plaines
- Innus
- Malécites
- Mi'kmaqs
- Naskapis
- Pieds Noirs

### Athabascans
- Dakelhs
- Dénés
  - Dénés
  - Dénés chipewyan
  - Déné-Thahs
- Dunne-Zas
- Chilcotins
- Gwitchins
- Häns
- Hauts-Tanana
- Kaskas
- Sahtus
- Sekanis
- Tagishs
- Tahltans
- Tlingits
- Tutchones
  - Tutchones du Nord
  - Tutchones du Sud
- Wet'suwt'ens

### Beothuks
- Beothuks (éteints)

### Haïdas

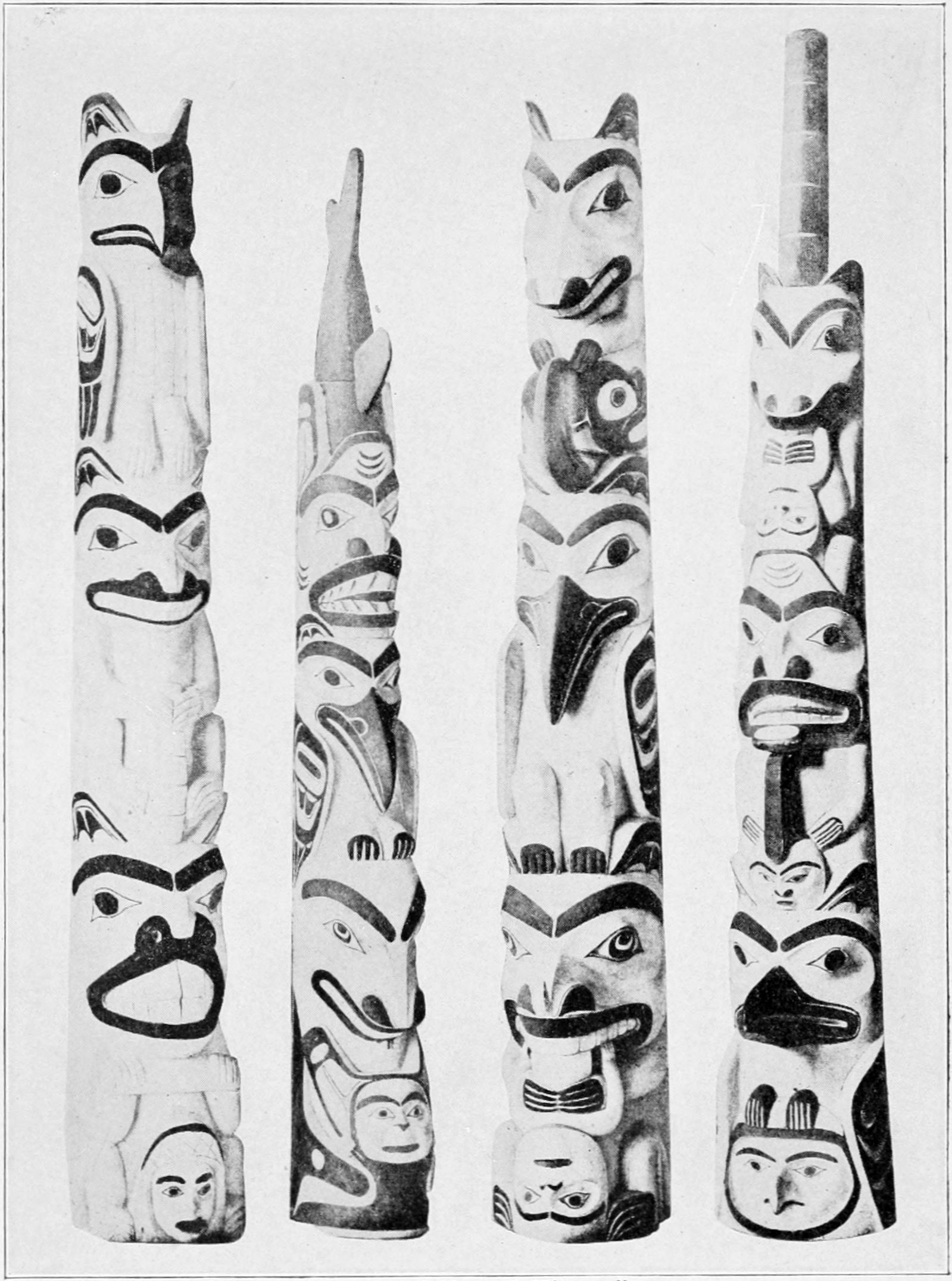
Art Haïda: les fameux totems.

- Haïdas

### Iroquoiens

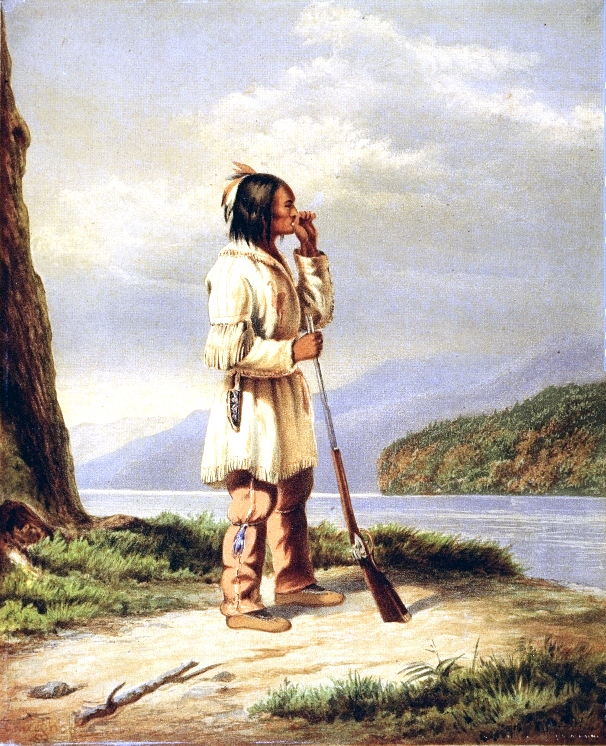
Un Wendat en habits traditionnels autour de 1880.

- Iroquois
  - Cayugas
  - Mohawks
  - Oneidas
  - Onondagas
  - Sénécas
- Wendats

### Salishs

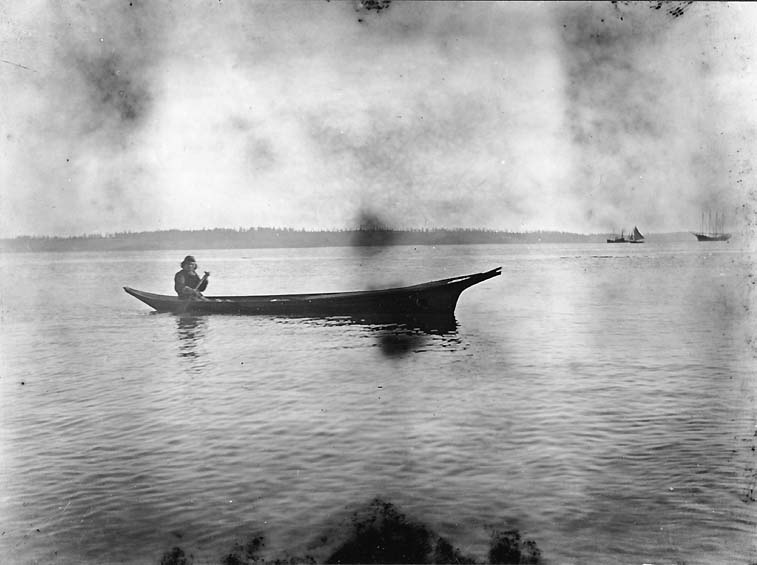
Canoë salish en 1900.

- Cowichans
- Ktunaxas
- Nanaimos
  - Nanaimos
  - Snuneymuxws
- Nlaka'pamuxs
- Nuxálks
- Okanagans
- Secwepemcs
- Sliammons
- Squamishs
- Songhees
- St'at'imcs
- Stó:lōs
- Tsawwassens
- Tsleil-Wautuths
- T'soukes

### Sioux
- Nakotas
  - Nakodas

### Tsimshianiques

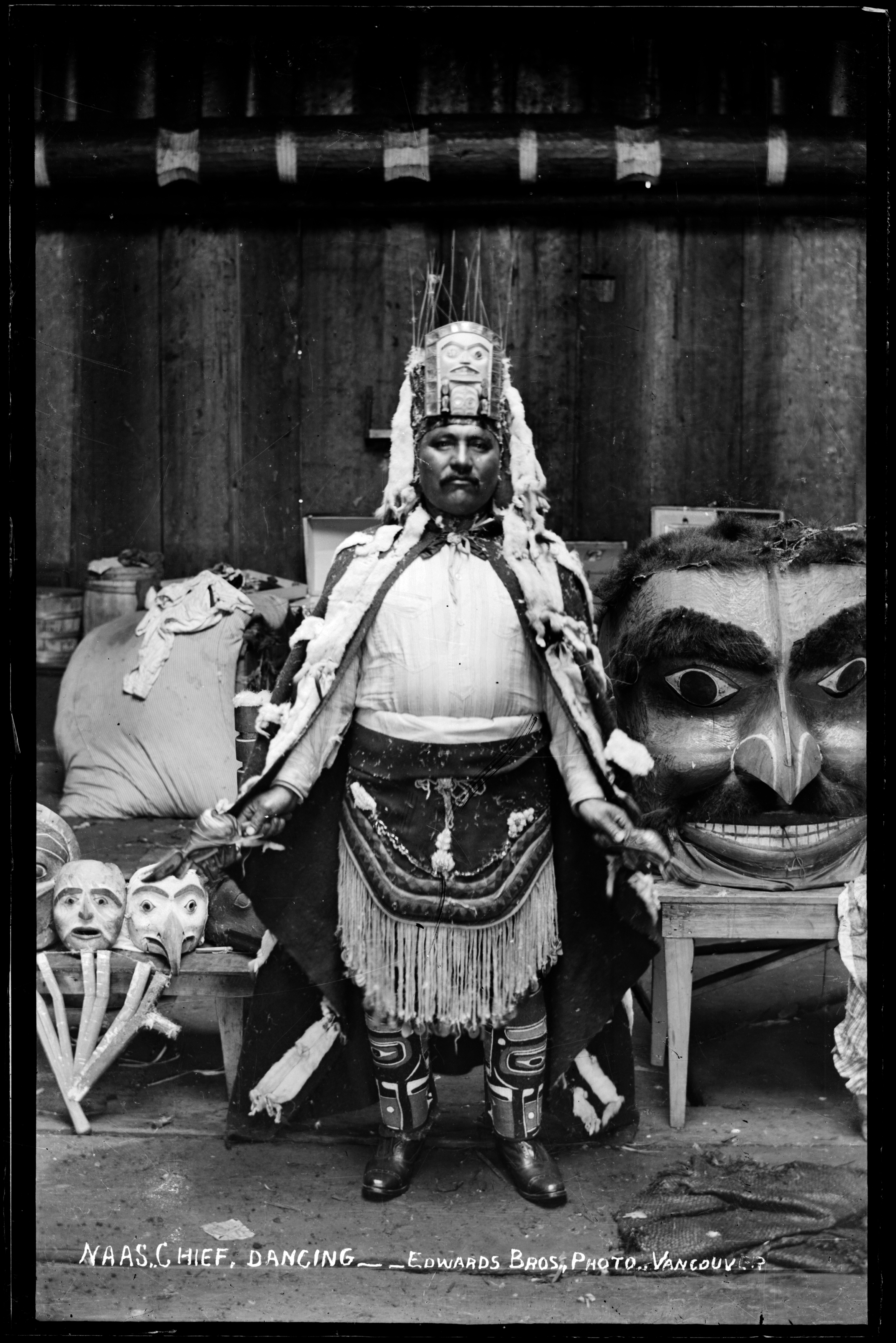
Chef nisga'a en 1902.

- Gitksans
- Nisga'as
- Tsimshians

### Wakashanes
- Haislas
- Kwakiutls
- Nuu-Chah-Nulths